# Menisdaurin
Menisdaurin ist ein Glycosid und Nitril, das ursprünglich aus dem Dahurischen Mondsamen (Gattung Mondsamen) isoliert wurde, aber auch in Ilex und anderen Pflanzen vorkommt.

## Vorkommen

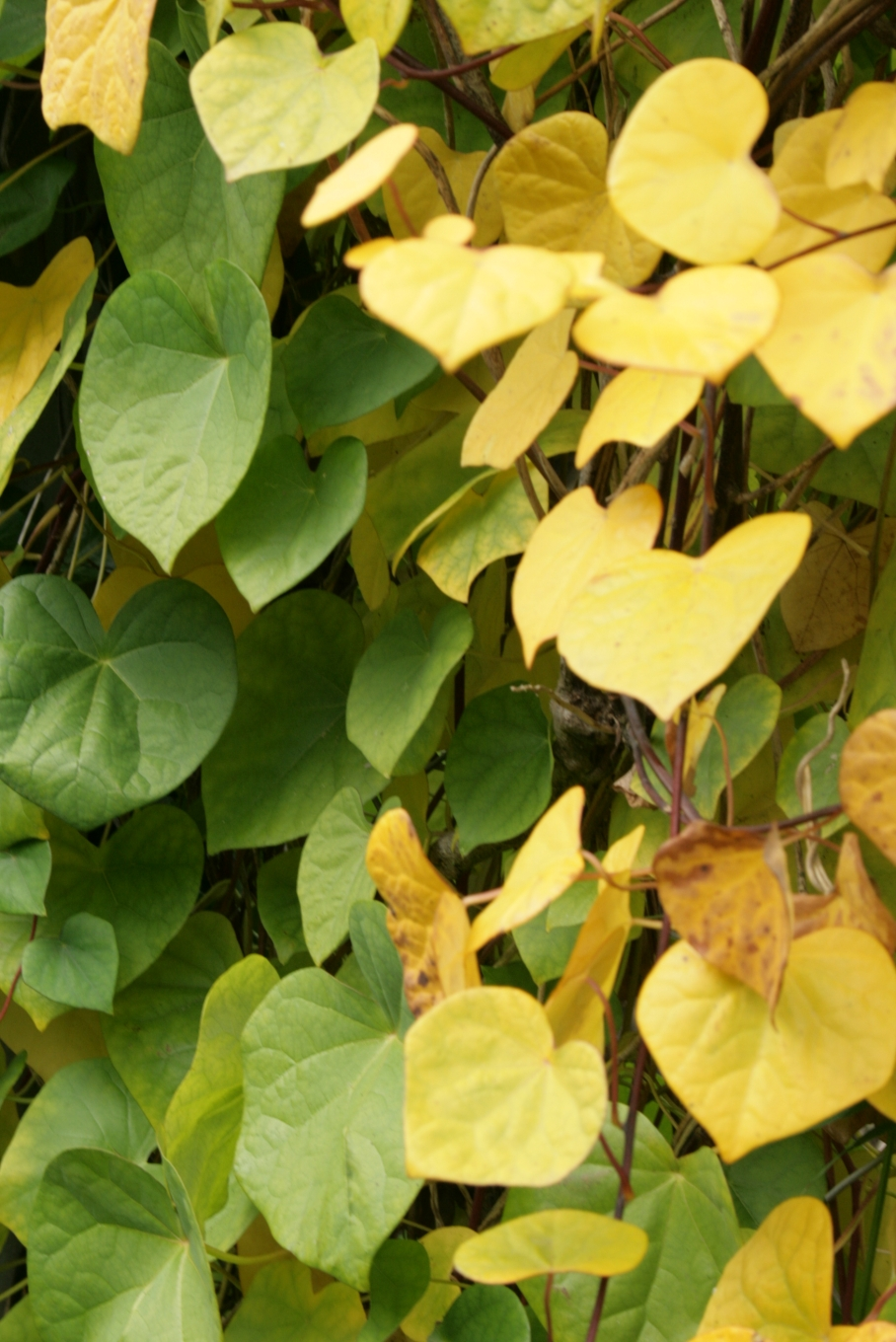
Dahurischer Mondsamen

Zum ersten Mal wurde Menisdaurin in den 1970er-Jahren aus dem Dahurischen Mondsamen (Menispermum dauricum, Gattung Mondsamen) isoliert. Nach der Pflanze wurde die Verbindung benannt. Daneben kommt es in Flueggea virosa (Gattung Flueggea) vor, in Ilex, sowie in  verschiedenen Arten der Gattung Tiquilia (Familie Raublattgewächse), in großer Menge vor allem in Tiquilia canescens.

## Eigenschaften
Die Verbindung ist ein Glucosid und enthält ein α,β-ungesättigtes Nitril im Aglycon. Die Zuckerkomponente ist Glucose. Es bildet farblose Kristallplättchen mit Schmelzpunkt 175–176 °C. Mit β-Glucosidase oder mit 20%iger Schwefelsäure kann die Verbindung hydrolysiert werden, wobei nach der Abspaltung von Glucose das Aglycon zerfällt. Unter geeigneten Bedingungen kann letzteres jedoch isoliert werden. Dazu wird das Glycosid in wässrigem Natriumacetat-Puffer mit Glucosidase umgesetzt und das freiwerdende Aglycon, das in Wasser instabil ist, kontinuierlich mit Ethylacetat extrahiert.